# Richardt Mendelski

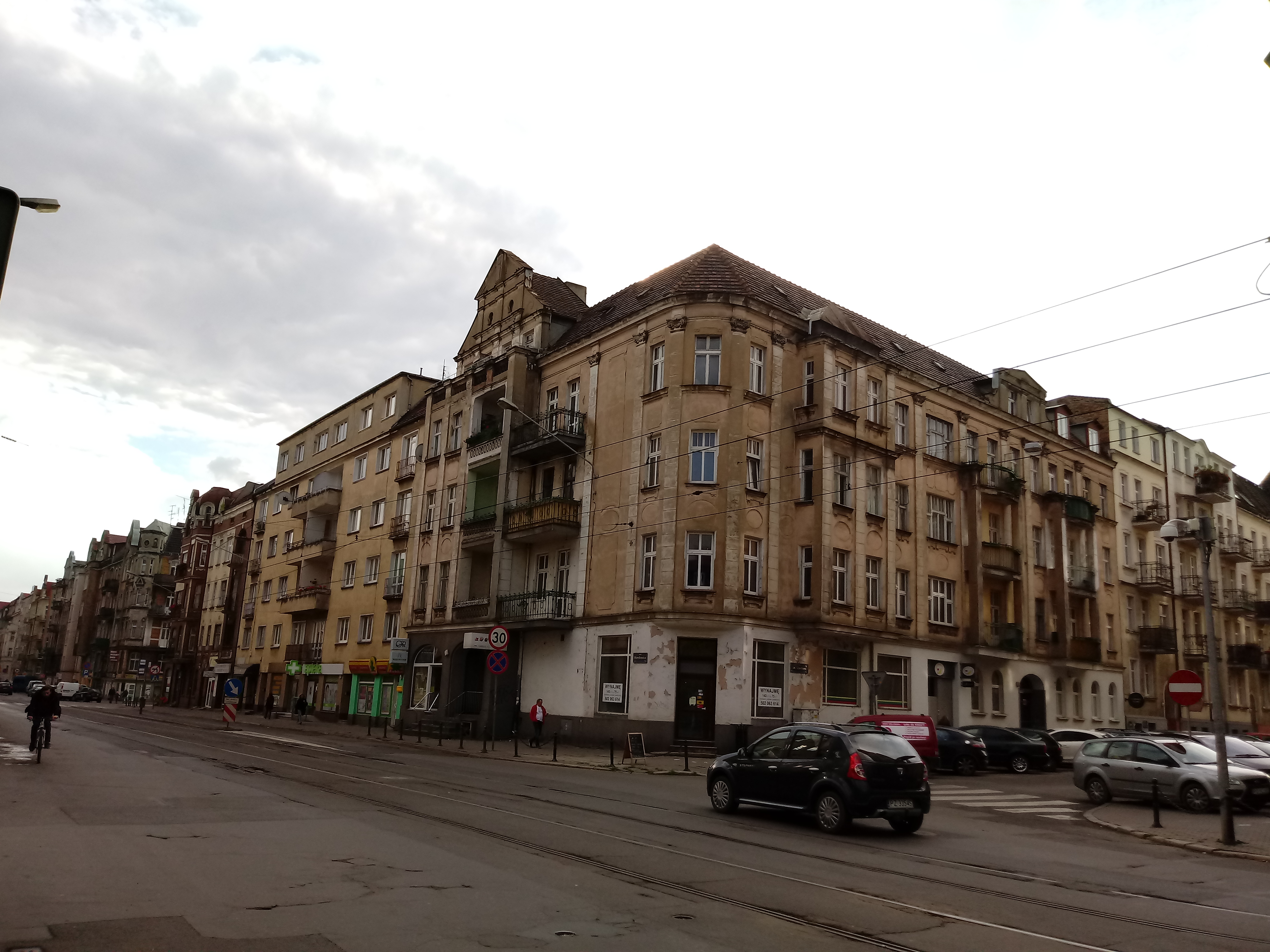
Kamienica ul. Wierzbięcice 23 - ul. św. Czesława 15, projektu Richardta Mendelskiego.

Richardt Mendelski (ur. 14 maja 1868 w Urbanowie, zm. ?) – architekt i budowniczy działający na terenie Poznania na przełomie XIX i XX wieku.
Urodził się w 1868 roku w Urbanowie (obecnie część Poznania). Do Poznania przeprowadził się w 1886 r. Ukończył szkołę budowlaną dającą uprawnienia budowniczego. Większość budynków powstała na terenie Wildy. Niektóre projekty realizował prawdopodobnie według koncepcji architekta Oskara Steinkena. 

## Lista poznańskich projektów
- Domy przy ul. Kilińskiego 4, 5 i 6 (dawniej Büllowa) – 1901[1]
- Domy przy ul. Kilińskiego 7 i 8 – 1902
- Dom przy ul. Górna Wilda 16 (dawniej Następcy Tronu) – 1904
- Dom przy ul. Górna Wilda 29 – 1905
- Dom przy ul. Żydowskiej 31 – 1906[a][2]
- Domy przy ul. Wierzbięcice 23, 40, 42 i 44 (dawniej Bittera) – 1906
- Domy przy ul. Górna Wilda 4B, 14 i 15 – ok. 1906
- Dom przy ul. Wybickiego 2/3 (dawniej Fröbla) – ok. 1906
- Domy przy ul. Wierzbięcice 26 i 27 – 1908
- Dom na rogu ul. Fabrycznej 1 i 28 Czerwca 1956 (dawniej Następcy Tronu) – 1908Kamienica ul. Wierzbięcice 27, róg ul. Jana Żupańskiego, projektu Richardta Mendelskiego

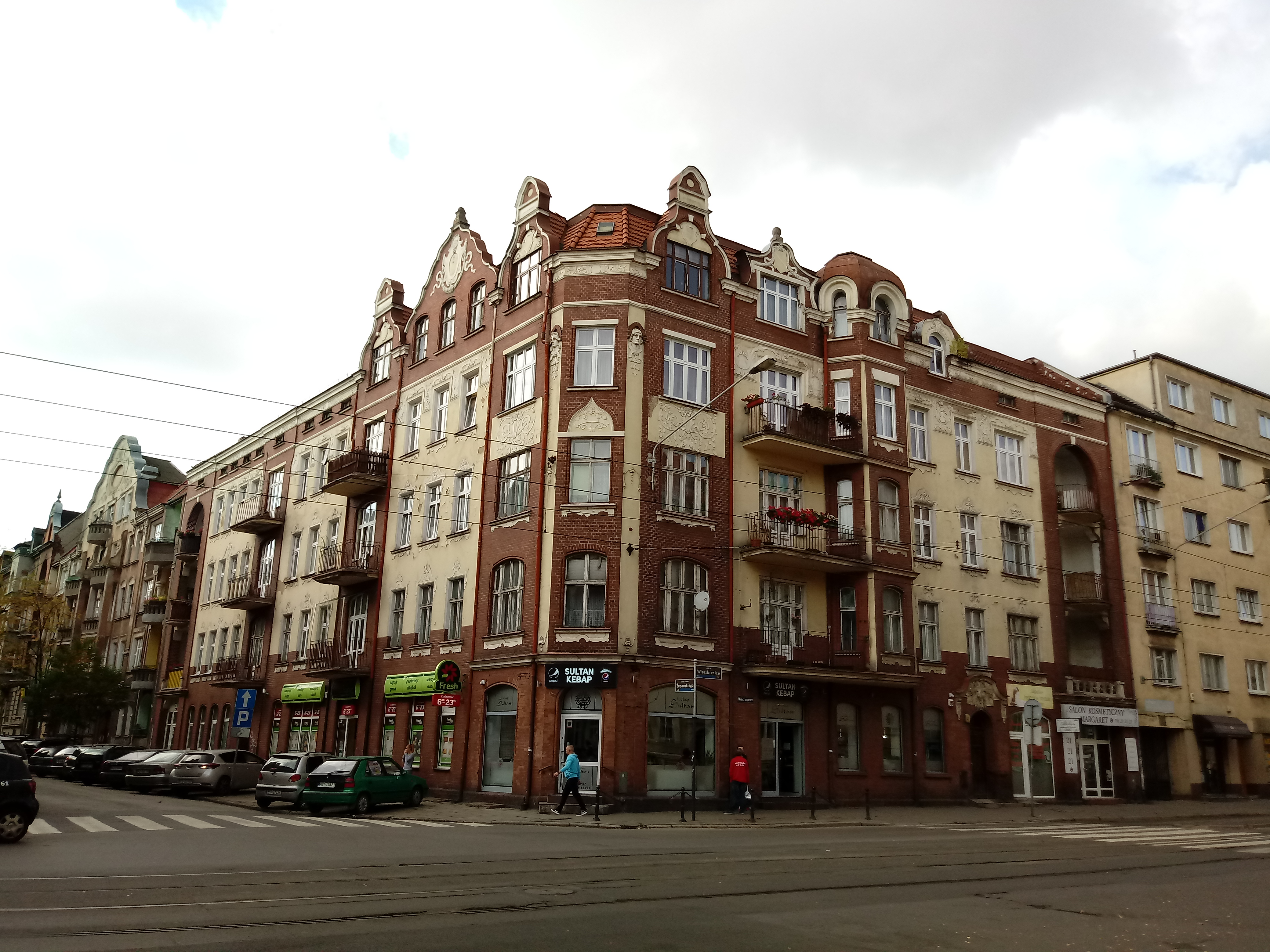
Kamienica ul. Wierzbięcice 27, róg ul. Jana Żupańskiego, projektu Richardta Mendelskiego